# Afghanische Hockeynationalmannschaft der Herren
Die afghanische Hockeynationalmannschaft der Herren nahm bisher dreimal an Olympischen Sommerspielen teil, zuletzt 1956 in Melbourne. Die größten Erfolge waren Siege gegen Belgien und die USA.

## Erfolge Feldhockey

### Olympische Spiele
- 4. Platz bei den Olympischen Spielen 1936 in Berlin
- 4. Platz bei den Olympischen Spielen 1948 in London
- 12. Platz bei den Olympischen Spielen 1956 in Melbourne

### Weltmeisterschaften
Keine Teilnahme.

### Asienmeisterschaften
Keine Teilnahme.